# エノン
エノン（英: enone）は、アルケンとケトンの共役系を構成するα,β-不飽和カルボニル化合物または官能基のことである。最も単純なエノンはメチルビニルケトン (MVK) である。
例えば、カルコンのようなエノンはクネーフェナーゲル縮合で合成することができる。マイヤー・シュスター転位では、反応の出発物質はプロパルギルアルコールである。
エノンは、ナザロフ環化とRauhut-Currier反応（二量化）の反応基質として使われる。
エノンはケテン (R2C=C=O) とは異なる化合物である。エナミンはエノンの窒素類縁体で、カルボニル基がアミンに置換されている。